# Indirekte Instruktion
Als indirekte Instruktion wird ein methodisches Modell innerhalb der Unterrichtsgestaltung bezeichnet. Diesem Modell steht die direkte Instruktion gegenüber.

## Begriffserklärung
Kern der indirekten Instruktion ist die Gewinnung von neuem Wissen oder Fertigkeiten ohne eine konkrete Anweisung und Zielführung. Der Grad einer indirekten Instruktion wird an dem Ausmaß der Anweisung und der zu schließenden Lücke zur Zielerkenntnis gemessen. Ziel ist eine größtmögliche, eigenständige Erkenntnisleistung seitens des Lernenden.

## Direkte Instruktion VS. Indirekte Instruktion
Die Unterschiede zwischen direkter und indirekter Instruktion zeigen sich am deutlichsten am Grad der Anweisung durch den Lehrenden. Die direkte Instruktion zeichnet sich durch eine klar geführte Struktur, Übung und Rückmeldung durch den Lehrenden aus. Im Vergleich dazu versucht das Modell der indirekten Instruktion diese klar geführte Anweisung und Kontrolle zu vermeiden, um die eigenständige Erkenntnisleistung zu fördern.

## Ergebnisse unterschiedlicher Unterrichtsmodelle
Das Unterrichtsmodell der direkten Instruktion fördert, im Vergleich zur indirekten Instruktion, vor allem die basalen kognitiven Fähigkeiten. Durch indirekte Instruktion werden Lernende im Bereich der nicht-kognitiven Fähigkeiten wie z. B. Selbstwahrnehmung und des selbstständigen Arbeitens gefördert.

## Kompatibilität
Es besteht eine Problematik in der Kompatibilität von direkter Instruktion und indirekter Instruktion. Bei direkter Instruktion werden durch konkrete Strukturierung, Einweisung und Leistungsorientierung die besten Ergebnisse in Fächern wie Mathematik oder Sprachen erzielt. Bei indirekter Instruktion werden die besten Ergebnisse in Bereichen wie affektiver Einstellung gegenüber der Schule oder Selbstwirksamkeit erreicht. Jedoch bringt die Effektivität von z. B. klaren Strukturen und geführter Einweisung eine Verminderung von eigenständigem Arbeiten mit sich. Die gleiche Ineffektivität zeigt sich beim Erlangen kognitiver Fähigkeiten, wenn indirekte Instruktionen als Unterrichtsmodell angewandt werden. Dies zeigt, dass sich beide Ansätze zum Teil gegenseitig ausschließen und so schwer kompatibel sind.